# Tyler Kennedy
Tyler Kennedy (* 15. Juli 1986 in Sault Ste. Marie, Ontario) ist ein ehemaliger kanadischer Eishockeyspieler, der während seiner aktiven Karriere zwischen 2002 und 2016 unter anderem 606 Spiele für die Pittsburgh Penguins, San Jose Sharks, New York Islanders und New Jersey Devils in der National Hockey League auf der Position des Centers bestritten hat. Der größte Erfolg im Verlauf seiner Karriere war der Gewinn des Stanley Cups mit den Pittsburgh Penguins im Jahr 2009.

## Karriere
Der 1,80 m große Center begann seine Karriere bei den Sault Ste. Marie Greyhounds in der kanadischen Juniorenliga OHL, bevor er beim NHL Entry Draft 2004 als 99. in der vierten Runde von den Penguins ausgewählt (gedraftet) wurde.
Der Rechtsschütze verbrachte noch zwei weitere Spielzeiten bei den Greyhounds und spielte dann für die Wilkes-Barre/Scranton Penguins, dem Farmteam der Pittsburgh Penguins in der American Hockey League. Seinen ersten NHL-Einsatz absolvierte Kennedy am 27. Oktober 2007 gegen die Montreal Canadiens, sein erstes Tor in der höchsten nordamerikanischen Profiliga erzielte er sechs Tage später in einer Partie gegen die New York Islanders. In der gleichen Saison wurde der Mittelstürmer ins Team der Eastern Conference beim NHL YoungStars Game berufen, Kennedy musste die Teilnahme jedoch schließlich wegen Pfeiffer-Drüsenfiebers absagen. Mit den Pittsburgh Penguins erreichte der Kanadier anschließend das Finale um den Stanley Cup, die nordamerikanische Eishockeymeisterschaft, dieses wurde jedoch mit 2:4 Spielen gegen die Detroit Red Wings verloren. Ein Jahr später revanchierten sich die Penguins jedoch und gewannen im entscheidenden siebten Spiel in Detroit mit 2:1
Ende Juni 2013 wurde er im Austausch für ein Zweitrunden-Wahlrecht im NHL Entry Draft 2013 zu den San Jose Sharks transferiert. Dort kam Kennedy regelmäßig in der NHL zum Einsatz, ehe er im März 2015 für ein Siebtrunden-Wahlrecht im NHL Entry Draft 2017 an die New York Islanders abgegeben wurde. Zudem wurde vereinbart, dass aus dem Siebt- ein Drittrunden-Wahlrecht für den NHL Entry Draft 2016 werden soll, falls die Islanders den Stanley Cup gewinnen und Kennedy in mindestens der Hälfte der Spiele in der Finalserie zum Einsatz kommt. Dieser Fall trat in der Folge nicht ein.
Nach der Saison 2014/15 erhielt Kennedy keinen neuen Vertrag in New York und war vorerst auf der Suche nach einem neuen Arbeitgeber. Diesen fand er im November 2015 in den New Jersey Devils, die ihn bis zum Ende der Saison unter Vertrag nahmen. Nachdem er vom Sommer 2016 bis Anfang Januar 2017 erneut vereinslos geblieben war, gab er am 3. Januar 2017 im Alter von 30 Jahren seinen Rücktritt vom aktiven Sport bekannt.

## Erfolge und Auszeichnungen
- 2008 Teilnahme am NHL YoungStars Game (verletzungsbedingte Absage)
- 2009 Stanley-Cup-Gewinn mit den Pittsburgh Penguins

## Karrierestatistik
(Legende zur Spielerstatistik: Sp oder GP = absolvierte Spiele; T oder G = erzielte Tore; V oder A = erzielte Assists; Pkt oder Pts = erzielte Scorerpunkte; SM oder PIM = erhaltene Strafminuten; +/− = Plus/Minus-Bilanz; PP = erzielte Überzahltore; SH = erzielte Unterzahltore; GW = erzielte Siegtore; 1 Play-downs/Relegation; Kursiv: Statistik nicht vollständig)